# Peter Rowan
Peter Rowan (Boston, 4 juli 1942) is een Amerikaanse countrymuzikant (gitaar, mandoline) en singer-songwriter.

## Biografie
Rowan werd geboren in Wayland (Massachusetts) in een muzikaal gezin. Al op jonge leeftijd had hij interesse in muziek en uiteindelijk leerde hij gitaar spelen bij zijn oom. Hij vormde in 1956 de rockabillyband The Cupids. Beïnvloed door de bluesmuzikant Eric Von Schmidt, ruilde Rowan zijn elektrische gitaar in voor een akoestische gitaar en begon hij blues te spelen. Hij werd ook beïnvloed door het folkgeluid van Joan Baez. Op de universiteit ontdekte hij bluegrass na het horen van The Country Gentlemen en The Stanley Brothers. Hij ontdekte al snel de muziek van Bill Monroe en met wat hulp van banjospeler Bill Keith werd hij uitgenodigd om in Nashville (Tennessee) auditie te doen voor Monroe. Onder begeleiding van Keith ging Rowan naar Nashville en werd aangenomen in 1963 of 1964 als songwriter, ritmegitarist en zanger van Monroe's Bluegrass Boys. Zijn opnamedebuut als "bluegrass boy" vond plaats op 14 oktober 1966 en hij nam in totaal veertien nummers op met Monroe, waaronder het klassieke Walls of Time, samen met Monroe geschreven, voordat zijn ambtsperiode in het voorjaar van 1967 eindigde. Rowan werkte in 1967 samen met David Grisman en formeerde de band Earth Opera, die vaak opende voor The Doors. In 1969 trad Rowan toe tot Seatrain, samen met Richard Greene. In 1973 vormden Rowan samen met Greene, Grisman, Bill Keith en Clarence White de bluegrass-band Muleskinner, die één album uitbracht.
In hetzelfde jaar (1973) vormden Rowan en Grisman Old & In the Way met Greene, Jerry Garcia en John Kahn. Dat jaar schreef hij het nummer Panama Red. Greene werd later vervangen door Vassar Clements. Old & In the Way werd ontbonden in 1974. Kort daarna trad Rowan drie jaar toe tot The Rowans, een gereconstitueerde versie van de band van zijn broers (The Rowan Brothers, die sinds 1970 had opgenomen en getoerd). Hij toerde een tijdje met Greene in Japan en speelde in clubs met violist Tex Logan. Hij vormde ook de Green Grass Gringos. Rowan maakte deel uit van Mother Bay State Entertainers en speelde mandoline op hun plaat The String Band Project uit 1963. Hij nam op en trad op met zijn broers Lorin en Chris, vanaf 1972 op verschillende tijdstippen. Hij componeerde liederen uitgevoerd door New Riders of the Purple Sage, waaronder Panama Red, Midnight Moonlight en Lonesome LA Cowboy. Rowan staat ook op In No Sense? Nonsense!, een album van de Britse band Art of Noise. Hij is de stem (jodelt) op One Earth, het laatste nummer van het album. Het werd opgenomen in 1987 en datzelfde jaar werd het uitgebracht door China Records en Chrysalis Records.
Rowan werkte samen met zijn dochter Amanda Rowan om het nummer On the Wings of Horses te schrijven, dat werd opgenomen op Rowans album Dustbowl Children uit 1990 en later werd opgenomen door Emmylou Harris op het Disney-album Country Music for Kids uit 1992. Rowan bracht Quartet (2007) uit, de tweede samenwerking met gitarist en bluegrass-muzikant Tony Rice. Rowan heeft bijgedragen aan het bluegrass-eerbetoonalbum Moody Bluegrass TWO ... Much Love van 2011 aan de Britse progressieve rockband The Moody Blues en zingt de hoofdstem op Mike Pinders nummer Dawn Is a Feeling. In 1997 ontving Peter Rowan een Grammy Award voor zijn bijdragen aan de bluegrass-compilatie True Life Blues: The Songs of Bill Monroe. Het album won dat jaar voor «Best Bluegrass Album». Hij heeft tijdens zijn carrière ook verschillende Grammy-nominaties ontvangen.
Rowan ontving de Bluegrass Star Award, uitgereikt door de Bluegrass Heritage Foundation in Dallas (Texas) op 20 oktober 2012. De prijs wordt uitgereikt aan bluegrass-artiesten die een voorbeeldige taak vervullen bij het bevorderen van traditionele bluegrass-muziek en het naar een nieuw publiek brengen met behoud van de karakter en erfgoed. Peter Rowan is een boeddhist. Zijn meer recente publicaties zijn The Old School (2013) bij Compass Records, Peter Rowan's Twang n Groove Vol. 1 bij There Records, Dharma Blues (2015) en My Aloha! (2017) bij Omnivore Recordings. Rowans album Carter Stanley's Eyes werd uitgebracht in 2018.

## Diverse acts
Peter Rowan Bluegrass Band
Peter Rowans carrière in bluegrass begon in 1964 als onderdeel van Monroe's Blue Grass Boys. Bluegrass-legende Bill Monroe dacht dat Peter als zichzelf klonk. Toen de twee samen harmoniseerden, zouden ze hemelse hoogten bereiken. Rowan schreef samen met Monroe om Walls Of Time te produceren, dat sindsdien een bluegrass-standard is geworden. Peter Rowans Bluegrass Band bestond uit de muzikanten Keith Little op banjo, Paul Knight op bas en Mike Witcher op de dobro. De band speelt Rowans originele deuntjes samen met Bill Monroe en Carter Family klassiekers. Rowans Bluegrass Band is geliefd onder de bluegrass-gemeenschap.
Peter Rowan's Big Twang-theorie
Peter Rowan leidt Big Twang Theory met muzikanten Mike Witcher op dobro, Paul Knight op bas, Nina Gerber op elektrische gitaar en Peters zoon Michael Carter Rowan op gitaar en zang. Drummers Larry Attamanuik en Ken Owen en banjospeler Jeff Mosier verschijnen ook met Rowans Big Twang Theory, wanneer hun schema dit toelaat. Ik heb altijd al een band gewild die geworteld was in bluegrass, maar een die de neusspraak van Hank Williams jr., Carl Perkins en Buddy Holly kon toevoegen. Ze namen allemaal Bill Monroe's bluegrass op in honky-tonk en rockabilly. Ik ben opgegroeid met dansen op die muziek. - Peter Rowan.
Peter Rowans Twang an' Groove
Twang an' Groove is een mix van ritme en blues-, reggae- en bluegrassmuziek. De band bestaat uit Peter Rowan op elektrische gitaar en zang, Blaine Sprouse op viool, Mike Morgan op bas en virtuoze drummer Jamie Oldaker.
Peter Rowan & Crucial Reggae
Deze outfit is een knipoog van Peter Rowan naar reggaemuziek. Rowans diversiteit in muzikale vaardigheden waagt zich buiten zijn bluegrass-roots met Crucial Reggae om enkele van Rowans meest soulvolle originele muziek aan het licht te brengen. Hij wordt vergezeld door reggae-grootheden Tony Chin en Fully Fullwood, respectievelijk op gitaar en bas. Crucial Reggae wordt soms vergezeld door andere muzikanten om een vijf- of zeskoppige band te vormen. Ze werden een negenkoppige band wanneer ze werden vergezeld door de Burning Spear-hoornsectie.
The Free Mexican Airforce
The Free Mexican Airforce bevat Peter Rowan en enkele van zijn meest geliefde nummers: Come Back to Old Santa Fe, Ride the Wild Mustang, Midnight Moonlight en Free Mexican Airforce. Dit viertal bevat vaak Cindy Cashdollar op pedal steelgitaar samen met spelers op bas en drums.

## Discografie

### Met Earth Opera
- 1968: Earth Opera
- 1969: The Great American Eagle Tragedy

### MetSeatrain
- 1970: Seatrain
- 1971: The Marblehead Messenger

### Met Muleskinner
- 1973: Muleskinner (later opnieuw uitgebracht als A Potpourri of Bluegrass Jam)
- 1973, 1994: Muleskinner Live: Original Television Soundtrack

### Met Old & In the Way and Old and in the Gray
- 1973, 1975: Old & In the Way
- 1973, 1996: That High Lonesome Sound
- 1973, 1997: Breakdown
- 2002: Old and in the Gray
- 1973: 2008: Live at the Boarding House
- 1973, 2013: Live at the Boarding House: The Complete Shows

### Als The Rowans, The Rowan Brothers en Peter Rowan & the Rowan Brothers
- 1975: The Rowans
- 1976: Sibling Rivalry
- 1977: Jubilation
- 1994: Tree on a Hill
- 2002: Crazy People

### Als Peter Rowan & Tony Rice
- 2004: You Were There For Me
- 2007: Quartet

### Als Rowan & Greene & The Red Hot Pickers
- 1979: Bluegrass Album
- 1979: Hiroshima Mon Amour
- 1984: Peter Rowan with The Red Hot Pickers - compilatie

### Als Peter Rowan &Flaco Jiménez
- 1983: San Antonio Sound
- 1984: Live Rockin' Tex-Mex

### Soloalbums en samenwerkingen
- 1978: Peter Rowan
- 1974, 1979, 1980: Texican Badman
- 1980: Medicine Trail
- 1981: Peter Rowan & the Wild Stallions
- 1982: The Walls of Time
- 1983: Revelry, Peter Rowan, Tex Logan & Greg Douglas
- 1985: The First Whippoorwill
- 1985: Hot Bluegrass, Peter Rowan, Bill Keith, & Jim Rooney
- 1988: New Moon Rising, Peter Rowan & The Nashville Bluegrass Band
- 1990: Dust Bowl Children
- 1991: All on a Rising Day
- 1993: Awake Me in the New World
- 1996: Yonder, Peter Rowan en Jerry Douglas
- 1996: Bluegrass Boy
- 1999: New Freedom Bell, Druhá Tráva en Peter Rowan
- 2001: Reggaebilly
- 2002: High Lonesome Cowboy, Don Edwards en Peter Rowan
- 2005: Live Bannaroo, Peter Rowan & Crucial Reggae - alleen download
- 1994, 2006: Crucial Country: Live At Telluride
- 2010: Legacy, Peter Rowan Bluegrass Band
- 2013: The Old School
- 1973, 2013: Live at the Boarding House: The Complete Shows
- 2014: Peter Rowan's Twang an' Groove Vol. 1
- 2014: Dharma Blues

### Chronologische discografie Peter Rowan

#### 1968-1970
- 1968: Earth Opera
- 1969: The Great American Eagle Tragedy
- 1970: Seatrain

#### 1971-1980
- 1971: The Marblehead Messenger
- 1973: Muleskinner
- 1973, 1975: Old & In the Way
- 1975: The Rowans
- 1976: Sibling Rivalry
- 1977: Jubilation
- 1978: Peter Rowan
- 1979: Bluegrass Album
- 1979: Hiroshima Mon Amour
- 1974, 1979, 1980: Texican Badman
- 1980: Medicine Trail

#### 1981-1990
- 1981: Peter Rowan & the Wild Stallions
- 1982: The Walls of Time
- 1983: San Antonio Sound
- 1983: Revelry, Peter Rowan, Tex Logan & Greg Douglas (1983)
- 1984: Live Rockin' Tex-Mex
- 1984: Peter Rowan with The Red Hot Pickers - compilatie
- 1985: The First Whippoorwill
- 1985: Hot Bluegrass, Peter Rowan, Bill Keith & Jim Rooney
- 1988: New Moon Rising, Peter Rowan & The Nashville Bluegrass Band
- 1990: Dust Bowl Children

#### 1991-2000
- 1991: All on a Rising Day
- 1993: Awake Me in the New World
- 1994: Tree on a Hill
- 1996: Yonder, Peter Rowan en Jerry Douglas
- 1996: Bluegrass Boy
- 1973, 1996: That High Lonesome Sound
- 1973, 1997: Breakdown
- 1973, 1998: Muleskinner Live: Original Television Soundtrack
- 1999: New Freedom Bell, Druhá Tráva en Peter Rowan

#### 2001-2010
- 2001: Reggaebilly
- 2002: High Lonesome Cowboy, Don Edwards en Peter Rowan
- 2002: Crazy People
- 2002: Old and in the Gray
- 2004: You Were There For Me, Peter Rowan & Tony Rice
- 2005: Live Bannaroo, Peter Rowan & Crucial Reggae - alleen download
- 1994, 2006: Crucial Country: Live At Telluride
- 2007: Quartet, Peter Rowan & Tony Rice
- 1973, 2008: Live at the Boarding House—ingetrokken door label
- 2010: Legacy

#### 2011-2020
- 2013: The Old School
- 1973, 2013: Live at the Boarding House: The Complete Shows
- 2014: Peter Rowan's Twang an' Groove Vol. 1
- 2014: Dharma Blues
- 2017: My Aloha!
- 2018: Carter Stanley's Eyes

- Bibliothèque nationale de France: cb140516010 (data)
- Gemeinsame Normdatei: 134645731
- International Standard Name Identifier: 0000 0000 8168 0757
- Library of Congress Control Number: n93056216
- MusicBrainz: 1d1488a5-71c0-40ef-9b79-8451a18635ec
- Nationale Bibliotheek van Tsjechië: js20021007006
- Virtual International Authority File: 95337320
- WorldCat: E39PBJwddJ3JBTDy7rH39qxJjC